# Racot
Racot (prononciation : [ˈrat͡sɔt]) est un village polonais de la gmina de Kościan dans le powiat de Kościan de la voïvodie de Grande-Pologne dans le centre-ouest de la Pologne.
Il se situe à environ 6 kilomètres au sud-est de Kościan (siège de la gmina et du powiat) et à 41 kilomètres au sud de Poznań (capitale régionale).

## Histoire
De 1815 à 1919, Racot fait partie de l'arrondissement de Kosten dans le district de Posen de la province de Posnanie.
De 1975 à 1998, le village faisait partie du territoire de la voïvodie de Leszno.

Depuis 1999, Racot est situé dans la voïvodie de Grande-Pologne.